# Equiano (krater)
Equiano är en nedslagskrater på planeten Merkurius, med en diameter på ungefär 102 kilometer.
1976 uppkallades kratern efter författaren Olaudah Equiano.